# Sandby borg
Sandby borg är en svensk fornborg vars ruiner ligger två kilometer sydost om Södra Sandby by i Sandby socken på Öland.
Utgrävningar under 2010-talet visar att borgen utsattes för en välplanerad massaker på 400-talet och sedan övergavs, kallad massakern på Sandby borg.

## Geografi och struktur
Sandby borg är en av minst 15 liknande borgar på Öland. Borgarna karakteriseras av att de är mer eller mindre cirkelformade och har haft höga stenmurar med ett par portar. Den mest kända av dessa är Eketorps borg, som totalundersöktes 1964–1974 och nu är delvis rekonstruerad.
Sandby borg ligger knappt 50 meter från stranden på öns östra sida. Dess läge i direkt anslutning till havet gör att Sandby borg skiljer sig från övriga fornborgar på Öland. Formen är oval, orienterad i nordväst-sydostlig riktning. De inre måtten är 66 och 92 meter. Muren har varit cirka fyra meter tjock, och är högst i nordväst (3,1 meter över omgivningen) och lägst i sydost (1,5 meter över omgivningen). Den sydöstra borgfoten ligger bara någon meter över havets normalvattenstånd. 
Geofysiska undersökningar samt flygfoton visar att borgen rymt 53 hus. I borgen finns ett centralt kvarter och radiella hus längs murarna. Runt det centrala kvarteret går en gata och det finns några mindre torg i öster och i väster.
Väster om borgen finns en slags yttre förskansning, som består av flera parallella rader av gråstensblock. Väster om borgen finns också en stor naturlig sötvattenskälla. Borgen har haft tre portar, en i sydost mot havet, en i väster inåt land och en mindre mot norr. 
Delar av borgområdet blev uppodlat under 1800-talet, men innan dess syntes husgrunder inne i borgen. Mycket sten, särskilt kalkstenshällar, har avlägsnats från borgen under 1800- och 1900-talen.
I borgen har återfunnits sex smyckegömmor med bland annat förgyllda dräktspännen, fingerringar och glaspärlor, tillsammans med en del andra föremål från senare delen av 400-talet.

## Utgrävningar
Sedan 2011 pågår i Sandby borg utgrävningar av Kalmar läns museum i samarbete med Linnéuniversitetet och Stockholms universitet.
Projektet behandlar fornborgen Sandby borg på Öland och den massaker som ägt rum där i slutet av 400-talet, populärt kallad massakern på Sandby borg. Här hittades 2010 fem smyckegömmor med föremål av yppersta kvalitet. Utgrävningarna som följt har avslöjat en massaker där borgens invånare slagits ihjäl och lämnats där de föll. Materialet är unikt genom den ögonblicksbild som ges av tiden, borgen och händelsen. Materialet ger också en ögonblicksbild av de dåtida människornas vardag. Husen med inredning, matförvaring, föremål med mera har lämnats kvar som de stod vid massakern. Det gör att borgen innehåller två frusna ögonblick: dels själva massakern där kropparna lämnats som de föll, och dels den vardag som lämnades kvar vid dödsfallen.
År 2014 hittades ett guldmynt från romarriket, en så kallad solidus, i ett stolphål i borgen. Forskarna tror att boende i borgen hade varit legoknektar i den romerska armén eftersom det var vanligt att betala dessa med denna typ av mynt. Detta, och att man hittills under de provgrävningar som skett har hittat ett tiotal skelett av uppenbarligen hastigt nedhuggna vuxna män och barn, stärker en teori om att borgen attackerades genom en snabbt utförd och välplanerad massaker, som tidfästs till omkring 480 efter Kristus. Skeletten återfinns liggande precis så som de föll när de höggs ned och kropparna har aldrig begravts. Borgen tycks heller aldrig blivit plundrad under de 1500 år som gått sedan dess. Forskarnas teori är att massakern utförts av en maktgruppering på Öland, kanske en familj eller en ätt. Ingen gick sedan dit, och de döda lämnades att ruttna. Med tiden har kropparna täckts över när taken i husen rasat in. Att borgen varit tabubelagd bekräftas av en lokal tradition, som före fyndens återfinnande visste att berätta att "det är något hemskt med Sandby borg" men man vet inte vad.
Stiftelsen Riksbankens Jubileumsfond finansierade forskningsprojektet ”När tiden stannade: Livsöden och dödsögonblick i Sandby borg” som pågick 2016–2018. Det var ett samarbete mellan Museiarkeologi sydost vid Kalmar läns museum, Stockholms universitet och Linnéuniversitetet. Det skulle ge en detaljerad bild av massakern och belysa invånarnas sociala, kulturella och ekonomiska position, nätverk och kontakter inom och utom Öland och hur detta kunde förmedlas som "svårt kulturarv".

## Bilder

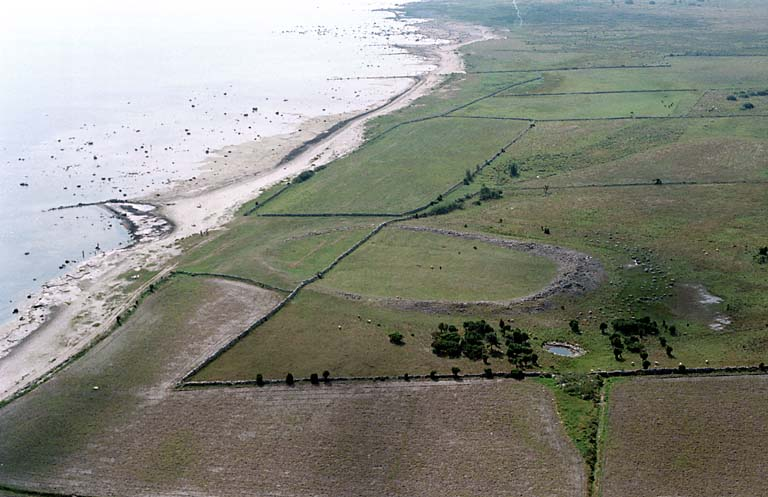
Flygbild över Sandby borg.
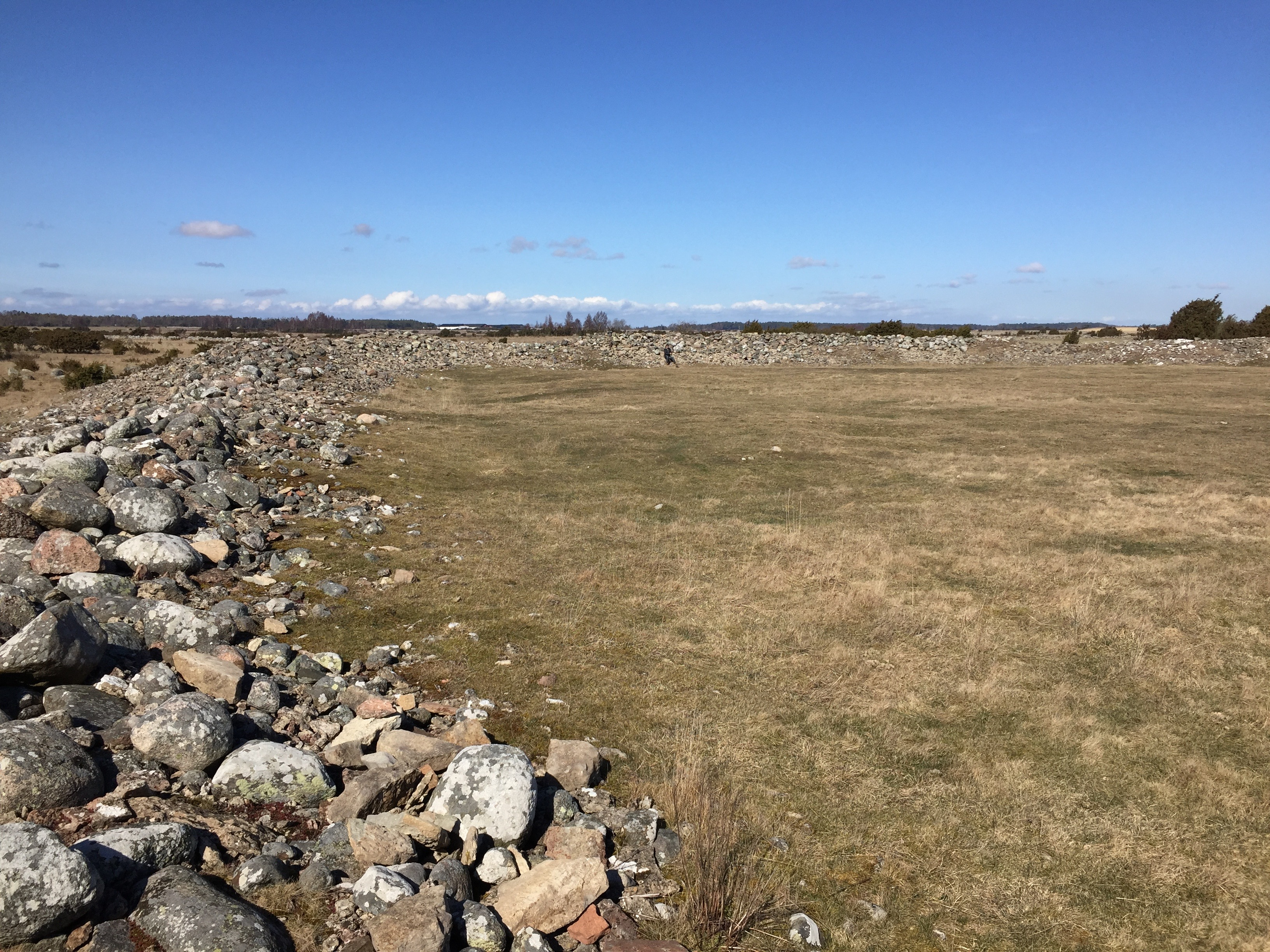
Sandby borg, sedd inifrån i nordvästlig riktning.
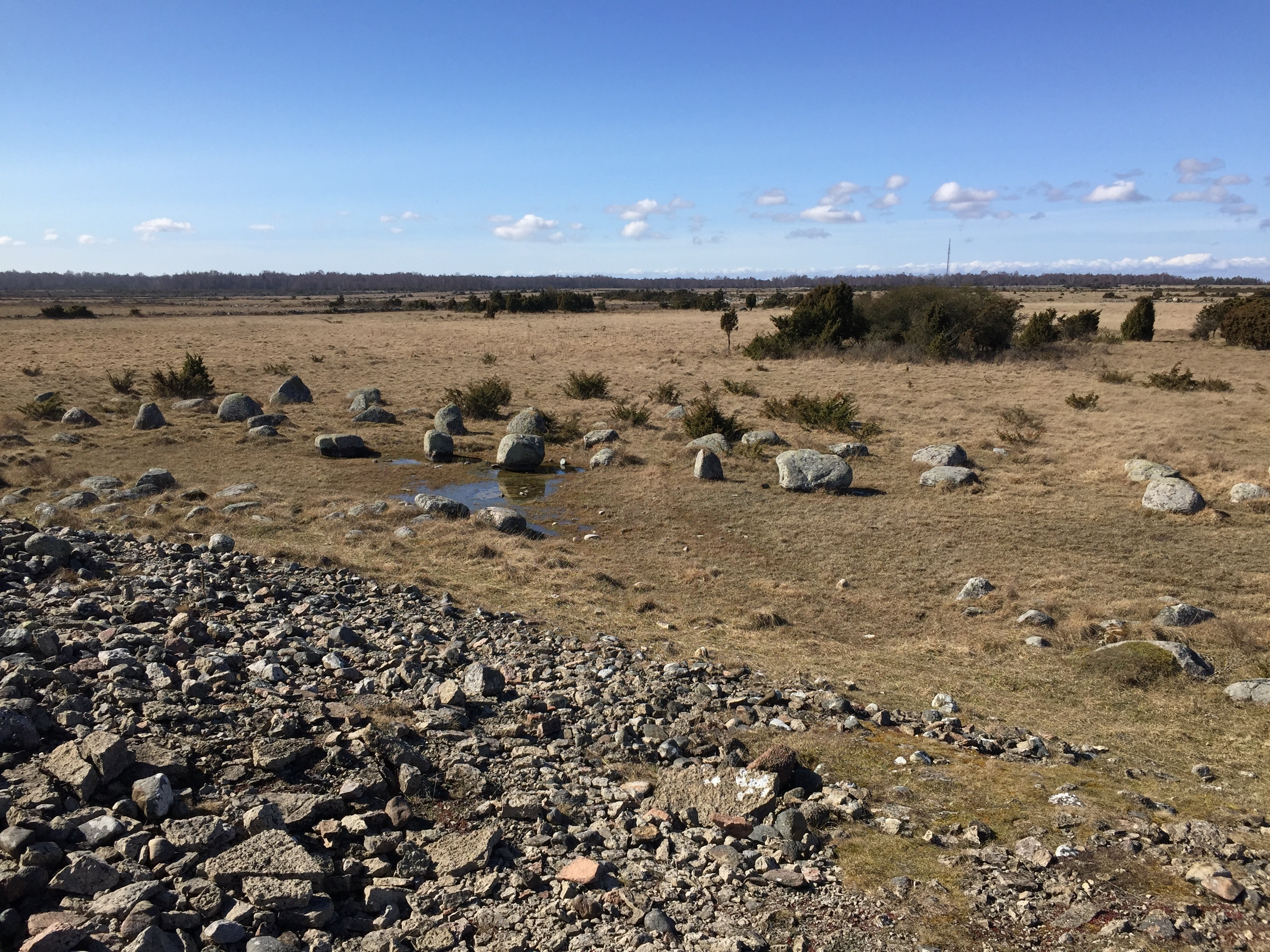
Yttre förskansning på västra sidan av Sandby borg.
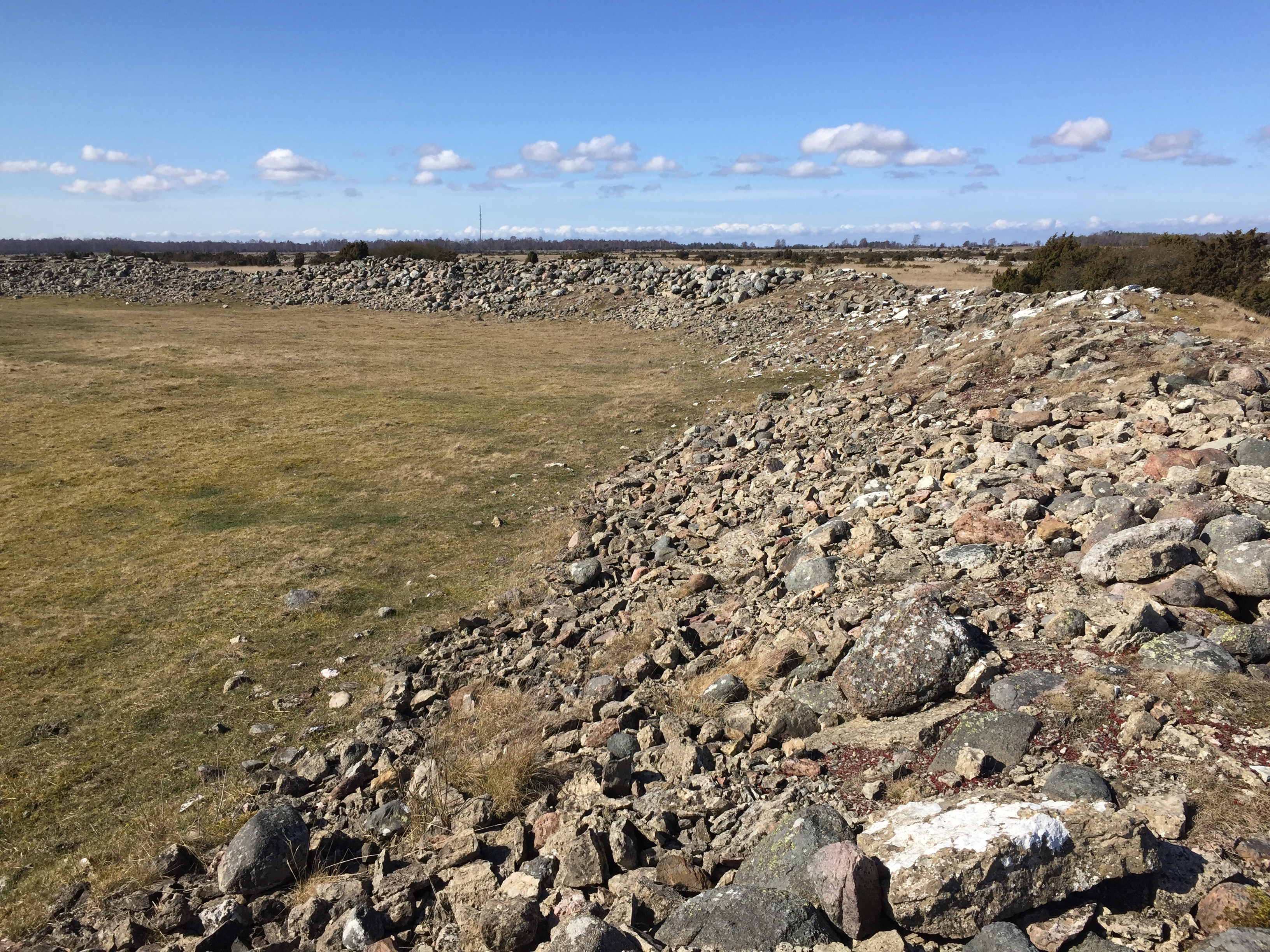
Sandby borg, sedd inifrån i sydvästlig riktning.
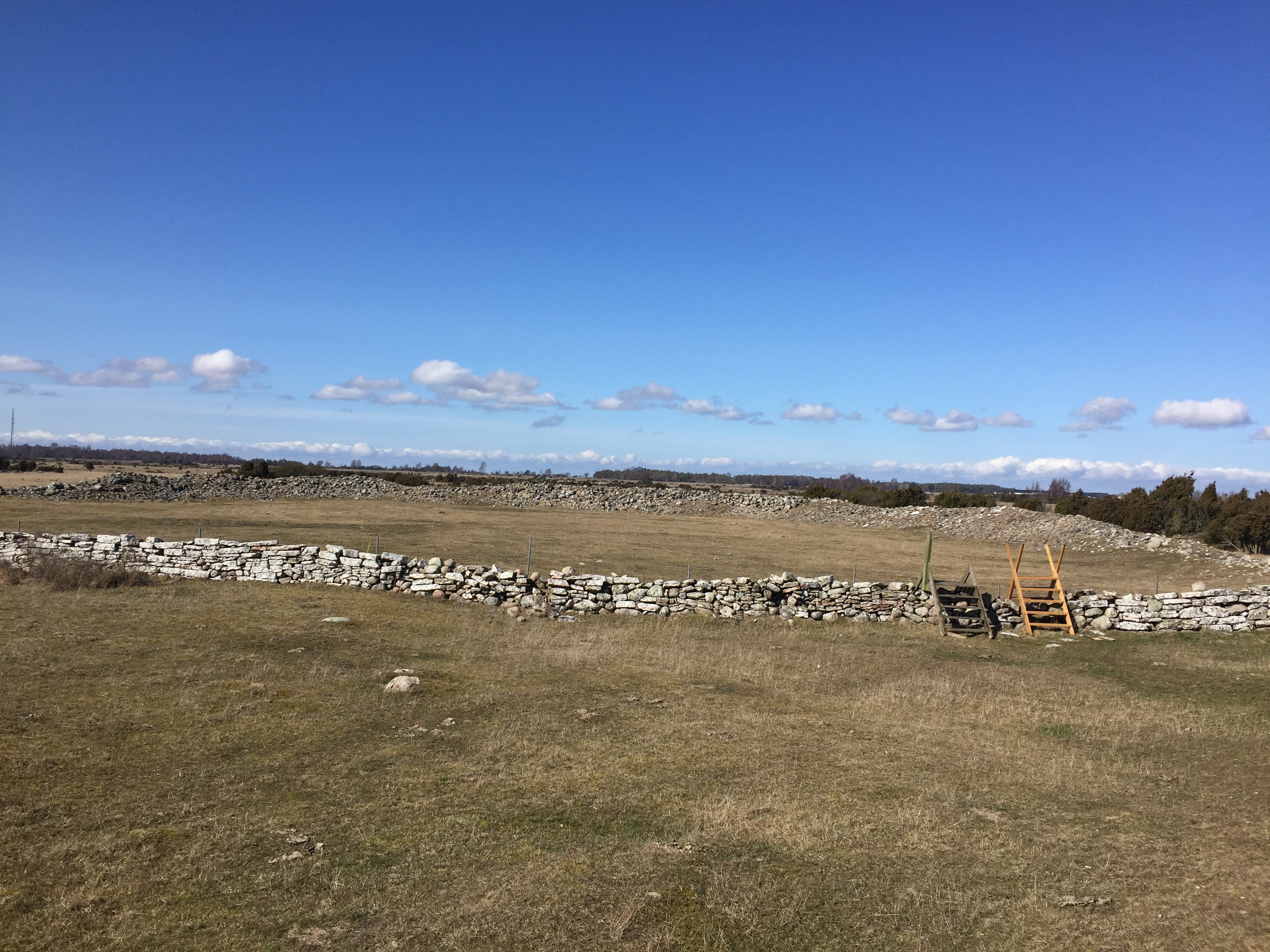
Den sentida stenmur som löper genom Sandby borg i nord-sydlig riktning.
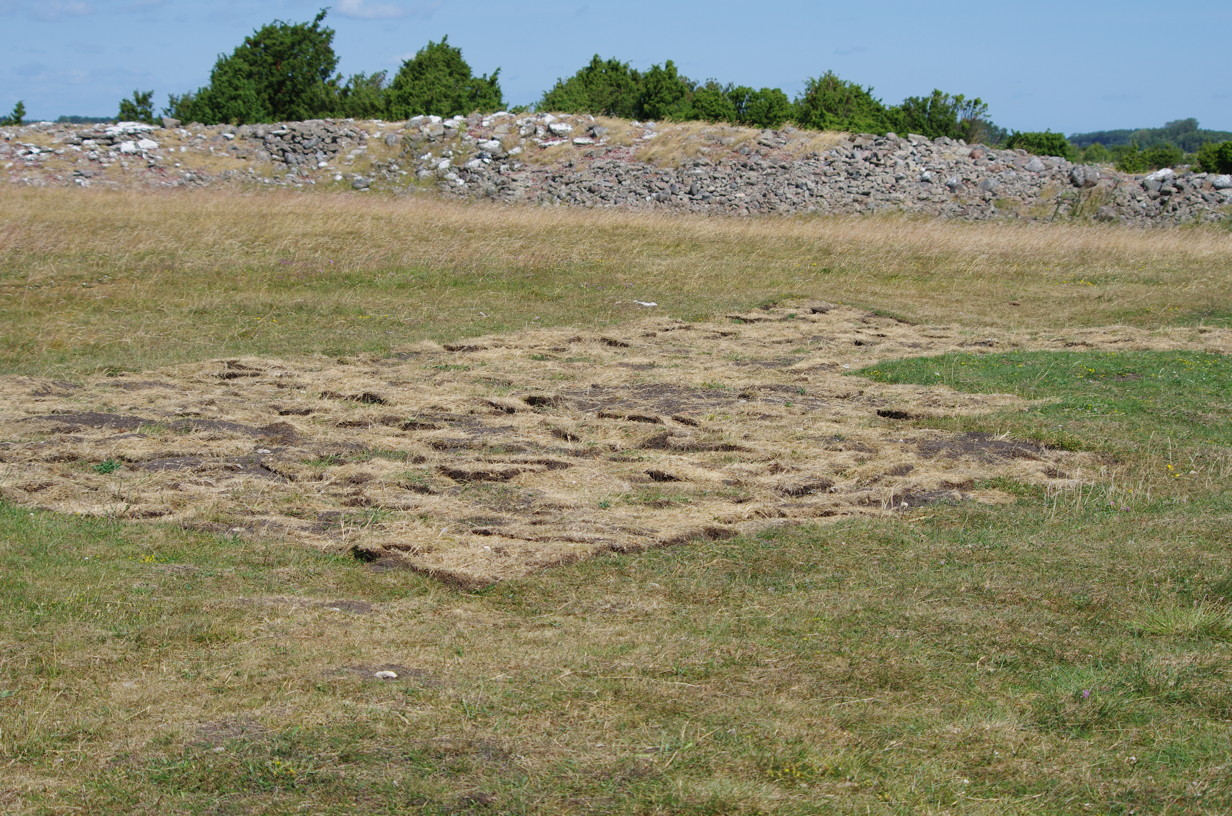
Sandby borg mot nordväst. Spår efter utgrävning synlig i förgrunden.
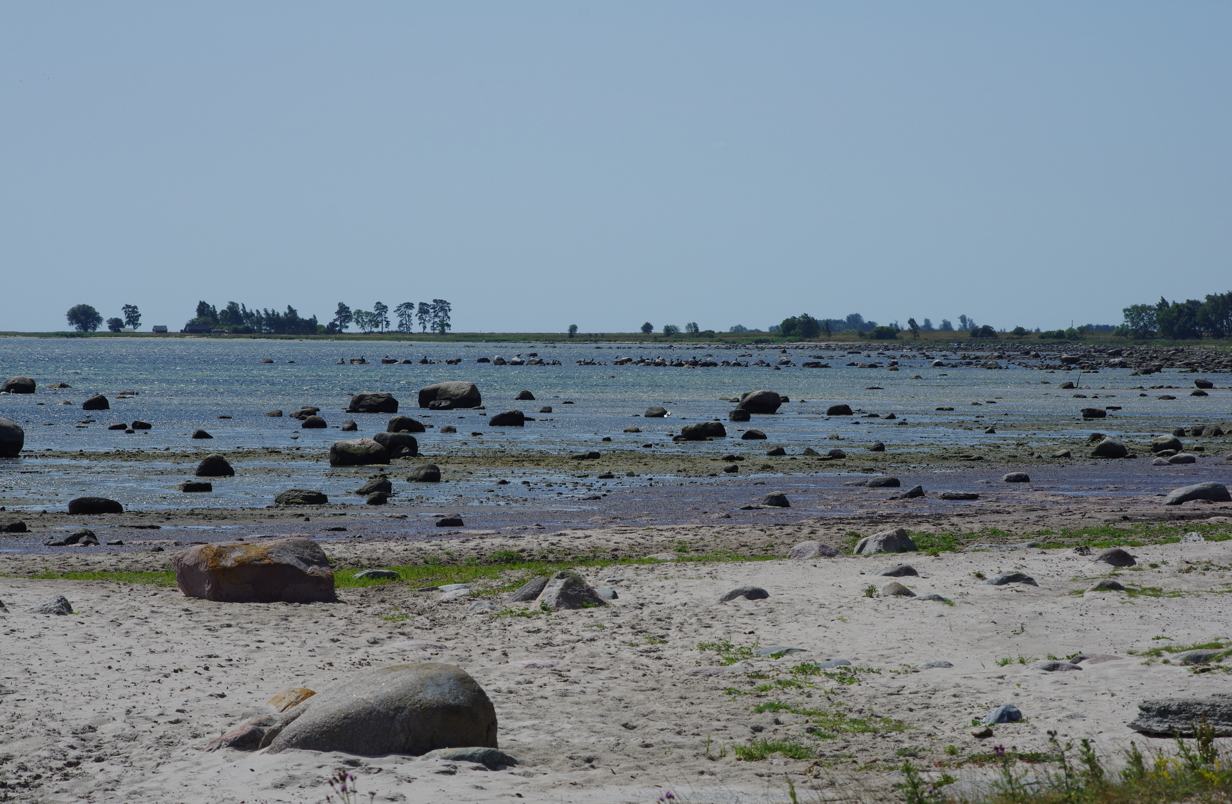
Grunt vatten i sydost.